# Gongronia strumifera
Gongronia strumifera là một loài rêu trong họ Dicranaceae. Loài này được Hedw. I. Hagen mô tả khoa học đầu tiên năm 1915.